# إيرين مكنوت
إيرين غليف (بالإنجليزية: Erin McNaught) (ولدت إيرين مكنوت؛ في 22 مايو 1982)  عارضة أزياء وممثلة أسترالية، نشأت في أستراليا جنبا إلى جنب مع اخوتها الأكبر سنا وبدأت اللعب في فرقة تدعى «شورت سترو» في سنوات المراهقة. بعد أن بدأت مهنة في كعارضة أزياء مثلت أستراليا في مسابقة ملكة جمال الكون 2006 ولكن لم تقدم بشكل جيد، في عام 2007 أخذت دروس التمثيل وحصلت على جزء في مسلسل جيران في دور «سيينا كامينيتي», شاركت في برنامج الرقص مع النجوم الموسم الثاني عشر، تزوجت في 2013 من الدي جي الإنجليزي إليوت غليف المعرروف باسم إكسامبل.

## روابط خارجية
- إيرين مكنوت على موقع IMDb (الإنجليزية)